# John Cummings (Massachusetts)
John Cummings (19 de octubre de 1812-21 de diciembre de 1898) fue presidente del Shawmut Bank durante 30 años, desde 1868 hasta 1898. Propietario de una granja y tenería en Woburn, Massachusetts. John Cummings también sirvió en la Cámara de Representantes de Massachusetts y en el Senado de Massachusetts. Se postuló para el Congreso, sin éxito, en 1876.
John Cummings estaba afiliado a muchas instituciones, pero la que más le interesaba era el Massachusetts Institute of Technology, del que fue tesorero entre 1872 y 1889, y también fue miembro de su comité ejecutivo. Por voto de la Corporación en 1889, cuando se retiró del cargo de Tesorero, el nombre del Sr. Cummings fue aplicado a los laboratorios de Ingeniería de Minas y Metalurgia en reconocimiento a sus servicios.
Fue fideicomisario de la Biblioteca Pública de Woburn y de la Academia Warren de Woburn. También estaba en el comité de la escuela. Fue director de la Institución Perkins para ciegos.
También se dice que su gran recreación fue el estudio de la Historia Natural y «se interesó tanto en ello que lo llevaron a unirse a la Sociedad de Historia Natural de Boston, donde se interesó mucho por la Botánica, y fue presidente de la sección de Botánica».[cita requerida]
El Sr. Cummings se interesó mucho por su gran granja en Woburn, que había comprado a los herederos de su abuelo. Hoy en día su granja se mantiene como un terreno público de placer conocido como Mary Cummings Park, llamado así en honor a su segunda esposa, quien le dio la granja en Babylon Hill a la ciudad de Boston para que la mantuviera en fideicomiso «siempre abierta como un terreno público de placer».[cita requerida]